# 포항 오어사 목조석가여래삼불좌상
포항 오어사 목조석가여래삼불좌상(浦項 吾魚寺 木造釋迦如來三佛坐像)은 대한민국 경상북도 포항시 남구 오천읍, 오어사에 있는 불상이다. 2017년 1월 5일 경상북도의 유형문화재 제498호로 지정되었다.

## 개요
이 불상은 중앙의 석가모니불을 중심으로 좌우에 약사불과 아미타불이 협시하고 있는 석가삼존불상이다. 주존인 석가불은 항마촉지인(降魔觸地印)을 지었으며 좌우 협시불은 각각 시무외인(施無畏印)을 지어 전체적으로 엄격한 좌우대칭을 이루고 있다.
석가불의 대좌 상면에 묵서(墨書)된 조성기에 의하면, 이 불상은 1765년(건륭 30)에 조성되었음을 알 수 있다. 시주자와 더불어 당시 오어사의 대중 스님들을 열거하고 있으며, 불상을 조성한 금어(金魚)스님으로 수조각승 상정(尙淨)을 비롯하여 5인의 조각승을 기록하고 있다. 이 작품은 지금까지 알려진 상정의 최후 작품으로서 안정적인 비례와 입체감 등이 잘 표현된 수작으로 평가된다.
오어사 목조석가여래삼불좌상은 불상 조성과 관련한 문자기록을 잘 구비하고 있을 뿐만 아니라, 작품의 완성도가 높고 18세기 중후반 경북 남부지역 조각승들의 활동상을 잘 보여주는 작품이라 판단되므로 유형문화재로 지정한다.

## 지정 내역
| 일련번호         | 명칭                             | 재료 | 구조·형식 ·형태 | 규격(cm)    | 수량 | 기타 특징                  |
| ---------------- | -------------------------------- | ---- | --------------- | ----------- | ---- | -------------------------- |
| 有 形 文化財 498 | 浦項 吾魚寺 木造釋迦如來三佛坐像 | 3軀  | 3軀             | 3軀         | 3軀  | 3軀                        |
| -1)              | 석가불                           | 목조 | 坐像            | 상고 98.5cm | 1軀  | 제작연대 : 1765년(乾隆 30) |
| -2)              | 아미타불                         | 목조 | 坐像            | 상고 87.0cm | 1軀  | 제작연대 : 1765년(乾隆 30) |
| -3)              | 약사불                           | 목조 | 坐像            | 상고 87.5cm | 1軀  | 제작연대 : 1765년(乾隆 30) |

## 참고 문헌
- 포항 오어사 목조석가여래삼불좌상 - 국가유산청 국가유산포털